# 十二ヶ月
『十二ヶ月』（じゅうにかげつ）は、栗本薫の短編小説集。

## 概要
『小説新潮』1982年1月号から同年12月号まで「栗本薫劇場」として読み切り連載された12の短編を収録した短編集として、1983年6月に新潮社から単行本が発行された。また1985年12月には文庫版が発行された。副題は「栗本薫バラエティ劇場」。
デビュー以来、さまざまなジャンルの作品を生み出してきた作者の特徴を生かし、文字通り12か月にわたって12のジャンルの小説を書き分けるという趣向で行われた連載をまとめたもの。時代小説、ミステリー、SF小説や、作者の作品としては珍しい私小説まで、幅広いジャンルの作品が収められている。
単行本、文庫版とも、作者による「まえがき」および「十三月」と題されたあとがきが収録されている。また、12の作品それぞれの冒頭には、それぞれの作品に関する作者の短いエッセイもあわせて収録されている。
収録作品のうち、「ガンクラブ・チェックを着た男」は「伊集院大介」シリーズに、「時の封土」は「グイン・サーガ」シリーズに含まれる作品である。「離魂病の女」は「お役者捕物帖」シリーズの第1作となった物語であるが、のちに短編集としてまとめられた同シリーズ第1巻『吸血鬼』に本作は収録されておらず、本書のみの収録となっている。「公園通り探偵団」には「ぼくら」シリーズの主人公・栗本薫が登場している。

## 収録作品
1. 犬の眼 〈心理ミステリー〉
2. おせん 〈時代小説〉
3. 保証人 〈社会ミステリー〉
4. 紅 〈芸道小説〉
5. 夜が明けたら 〈風俗小説〉
6. 忘れないで 〈SF小説〉
7. 公園通り探偵団 〈青春小説〉
8. 離魂病の女 〈捕物帖〉
9. 嘘は罪 〈都会派恋愛小説〉
10. ガンクラブ・チェックを着た男 〈本格推理〉
11. 五来さんのこと 〈私小説〉
12. 時の封土 〈ヒロイック・ファンタジー〉

## 刊行
- 新潮社（単行本）版：1983年6月20日発行 / ISBN 4-10-346801-7
- 新潮文庫版：1985年2月20日発行 / ISBN 4-10-143301-1

## テレビドラマ
収録作品のうち、次の作品がテレビドラマ化されている。
『保証人 月曜女のサスペンス』（テレビ東京系列）
- 放送日：1989年11月6日
- 監督：白井政一
- 主な出演者
  - 高樹澪
  - 北村和夫
  - 牟田悌三
  - 沢向要士